# Schwanenburg

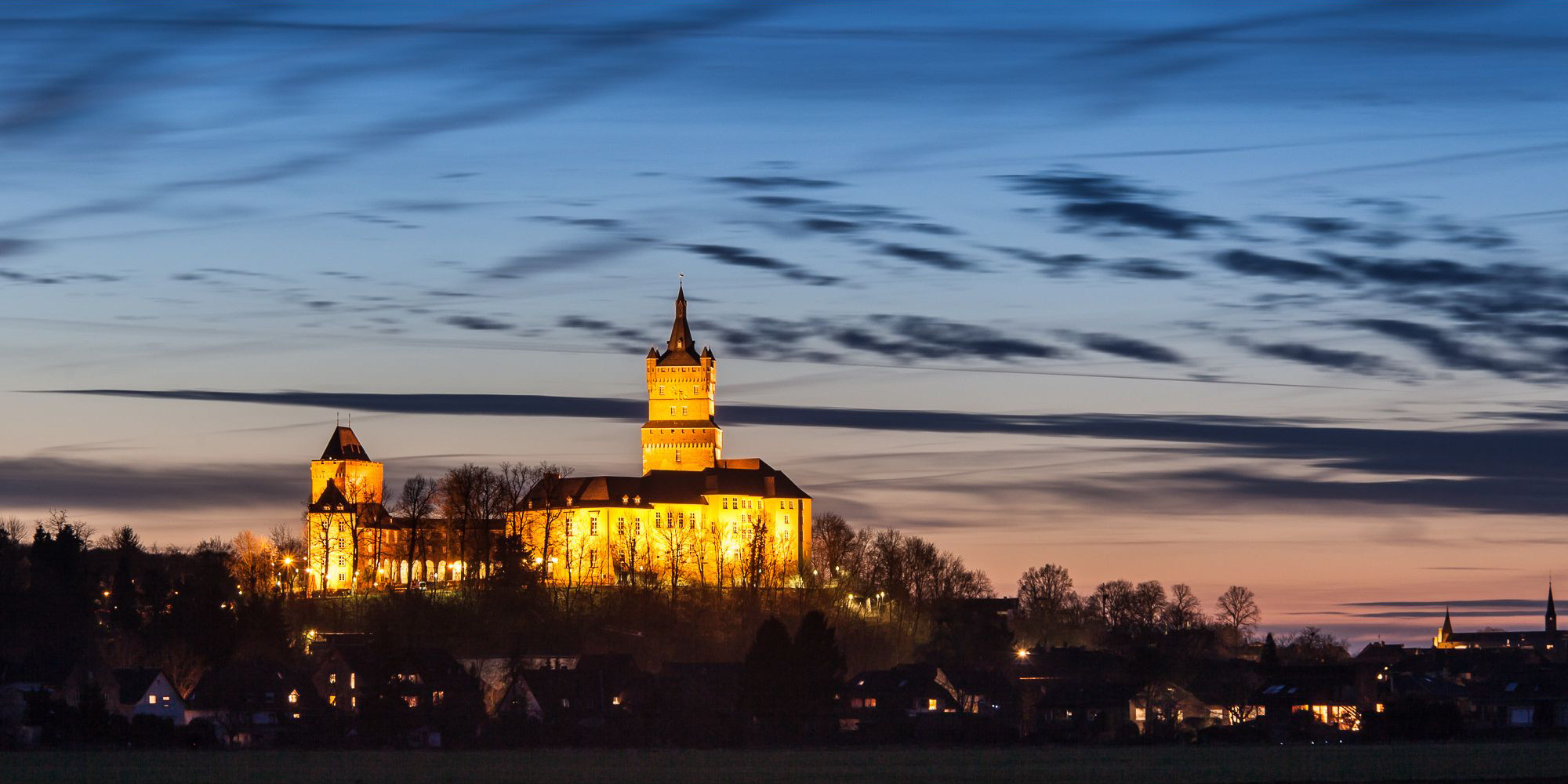
Ost-Ansicht der Schwanenburg in der Abenddämmerung

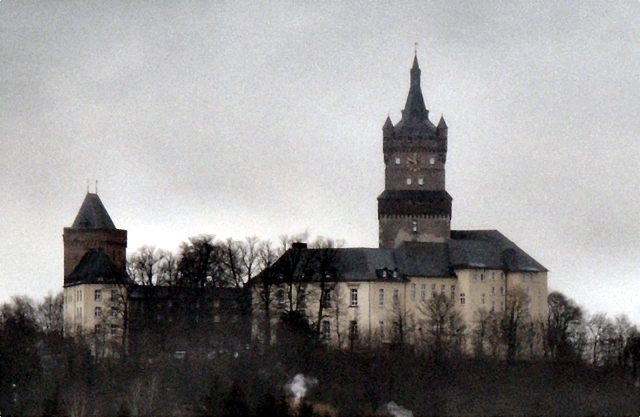
Ost-Ansicht der Schwanenburg

Die Schwanenburg ist das Wahrzeichen der Stadt Kleve in Nordrhein-Westfalen nahe der niederländischen Grenze. Sie wurde vermutlich im 11. Jahrhundert von den Grafen und späteren Herzögen von Kleve auf einem spornartigen Ausläufer des Niederrheinischen Höhenzuges erbaut und ist somit eine der wenigen Höhenburgen am Niederrhein. Ihr Burgberg war namensgebend für die später entstehende Siedlung: Aus Cleef (für Kliff, Klippe) wurde Kleve.
Den Namen erhielt sie wegen ihrer Wetterfahne in Gestalt eines großen Schwanes, dessen Flügel die Helmzier des herzoglichen Wappens waren. Die Anlage wurde auch het slot von Cleef genannt, und auch wenn es der Name nahelegt, handelt es sich bei der Schwanenburg nicht um eine Burganlage, sondern um ein durch Umbauten einer Burg im 17. Jahrhundert entstandenes Schloss im Stil des Barocks.

## Geschichte

### Bewohner und Besitzer
Im Jahre 1092 wird erstmals ein Graf Dietrich I. von Kleve urkundlich erwähnt, der sich wahrscheinlich nach seiner dort befindlichen Stammburg nannte. In die Jahrzehnte vor dieser Zeit fiel auch der vermehrte Bau von Höhenburgen durch den Adel und die Besiedlung höher gelegener Flächen. Dazu zählten bis etwa 1000 Hochelten (Graf von Hamaland), Burg Mergelp auf dem Wylerberg bei Nimwegen, Burg Montferland in Zeddam sowie Burg Monterberg bei Kalkar. Um den Wohnturm der Burg siedelten sich weitere Bewohner an. Um 1233 nahmen die Klever Grafen den Karfunkel in ihr Wappen auf und verwiesen somit auf den legendären Schwanenritter Helias als Stammvater. Diese Legende vom Schwanenritter war es, die im Mittelalter dem sogenannten Schwanenturm und im 19. Jahrhundert der gesamten Burganlage ihren heutigen Namen gab.
Westlich der Anlage gründete Graf Dietrich IV. die Siedlung Kleve und verlieh ihr am 25. April 1242 die Stadtrechte. Unter den Grafen Dietrich VII. und Johann löste die Klever Burg endgültig die bei Kalkar gelegene Burg Monterberg als festen Regierungssitz der Grafschaft ab.
Als die Grafenfamilie 1368 im Mannesstamm ausstarb, kam die Grafschaft Kleve mitsamt der Schwanenburg als Erbe an die Grafen von der Mark. Adolf II. von Kleve-Mark wurde 1417 von Kaiser Sigismund zum Herzog von Kleve erhöht.
Im Ergebnis der Klever Union erlebten die Herzöge den Höhepunkt ihrer Macht im 16. Jahrhundert als Herrscher der Vereinigten Herzogtümer Jülich-Kleve-Berg, die zudem im Besitz der Grafschaften Mark und Ravensberg und kurzzeitig – von 1538 bis 1543 – auch des Herzogtums Geldern waren. Dies wirkte sich auch auf die Schwanenburg aus, denn nur noch selten weilte der herzogliche Hof in der Klever Residenz, meist hielt er sich in Düsseldorf, Jülich oder Hambach auf.
Mit dem Tod des kinderlosen Herzogs Johann Wilhelm kam die Schwanenburg durch Erbteilung an die Markgrafschaft Brandenburg, namentlich Johann Sigismund. Neben Berlin und Königsberg wurde Kleve dritte brandenburgische Residenzstadt. Unter dem brandenburgischen Statthalter Johann Moritz von Nassau-Siegen erlebte die Schwanenburg ab 1649 ihre letzte große Blütezeit. Im Namen von Kurfürst Friedrich Wilhelm ließ er Kleve zu einer Garten- und Parkstadt von europäischem Rang ausbauen, die wiederum dem Kurfürsten ab 1660 als Vorbild für die Gartenanlagen seines Potsdamer Stadtschlosses diente.
In der ersten Hälfte des 18. Jahrhunderts verlor die Stadt und somit auch das Schloss seine Bedeutung, weil sich im preußischen Staat der Schwerpunkt der Residenzfunktion und der Regierungs- und Verwaltungstätigkeit nach Berlin und Potsdam verlagerte. Die Schwanenburg wurde nur noch zu regionalen Verwaltungs- und Justizzwecken genutzt.
Während der französischen Zeit Kleves war die Burganlage im Arrondissement de Clèves Sitz der Verwaltung. Nach der Rückkehr Kleves zu Preußen diente sie im Regierungsbezirk Düsseldorf von 1821 bis 1917 als Gerichtsgebäude und Gefängnis, wobei der Schwanenturm von Besuchern bestiegen werden konnte. Heute sind in der Schwanenburg das Amtsgericht Kleve und das Landgericht Kleve untergebracht. Im Schwanenturm befindet sich auf mehreren Etagen eine geologische Sammlung des Klever Heimatmuseums.

### Baugeschichte

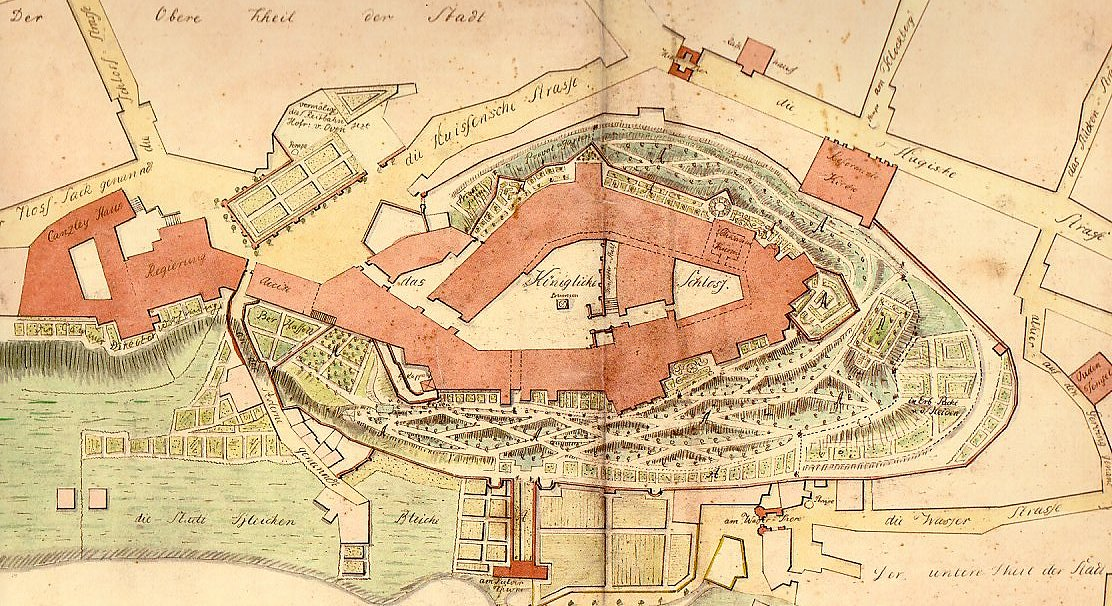
Grundriss der Schwanenburg von 1785

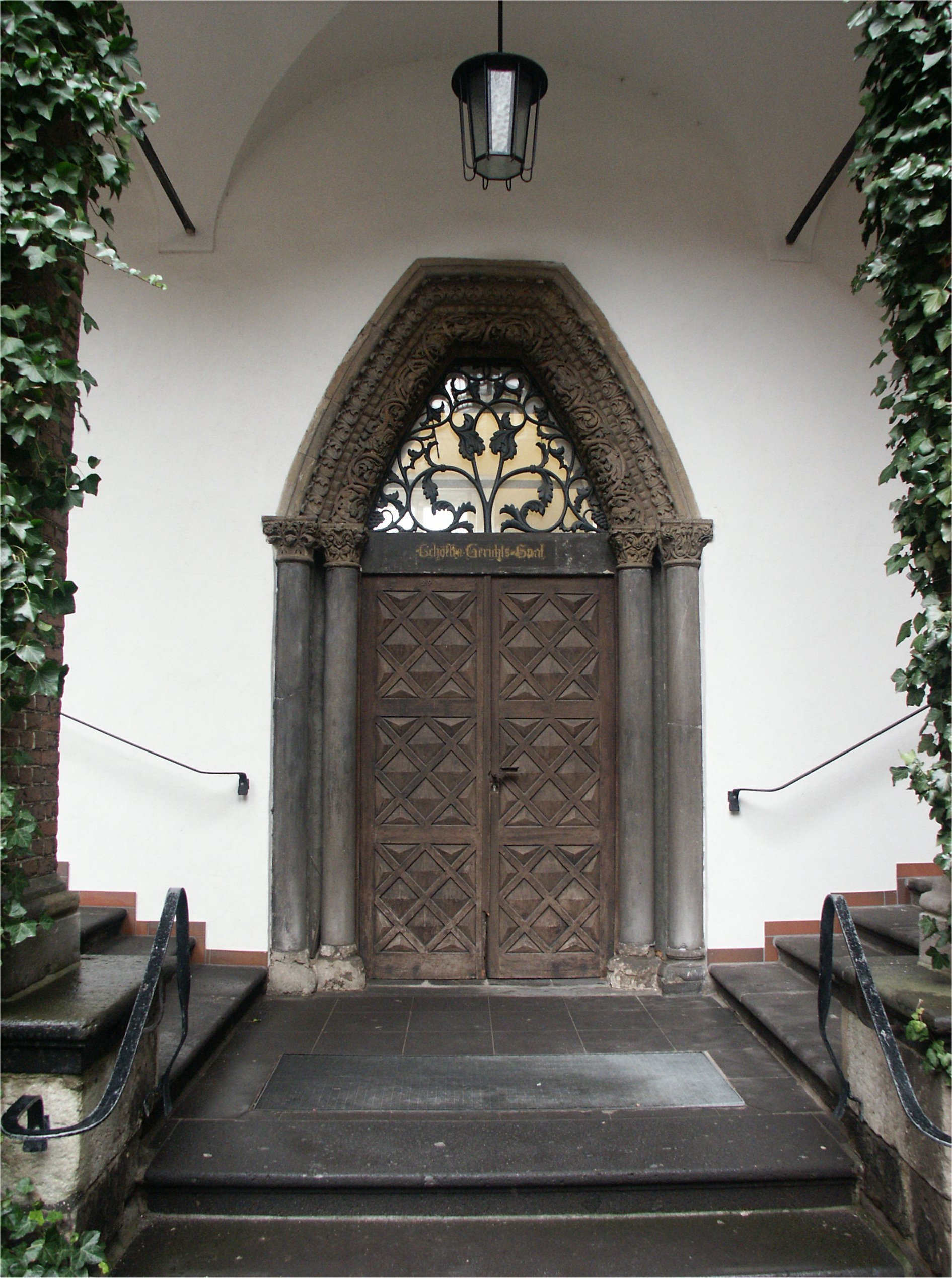
Türeinfassung mit romanischen Elementen aus dem niedergelegten Palas

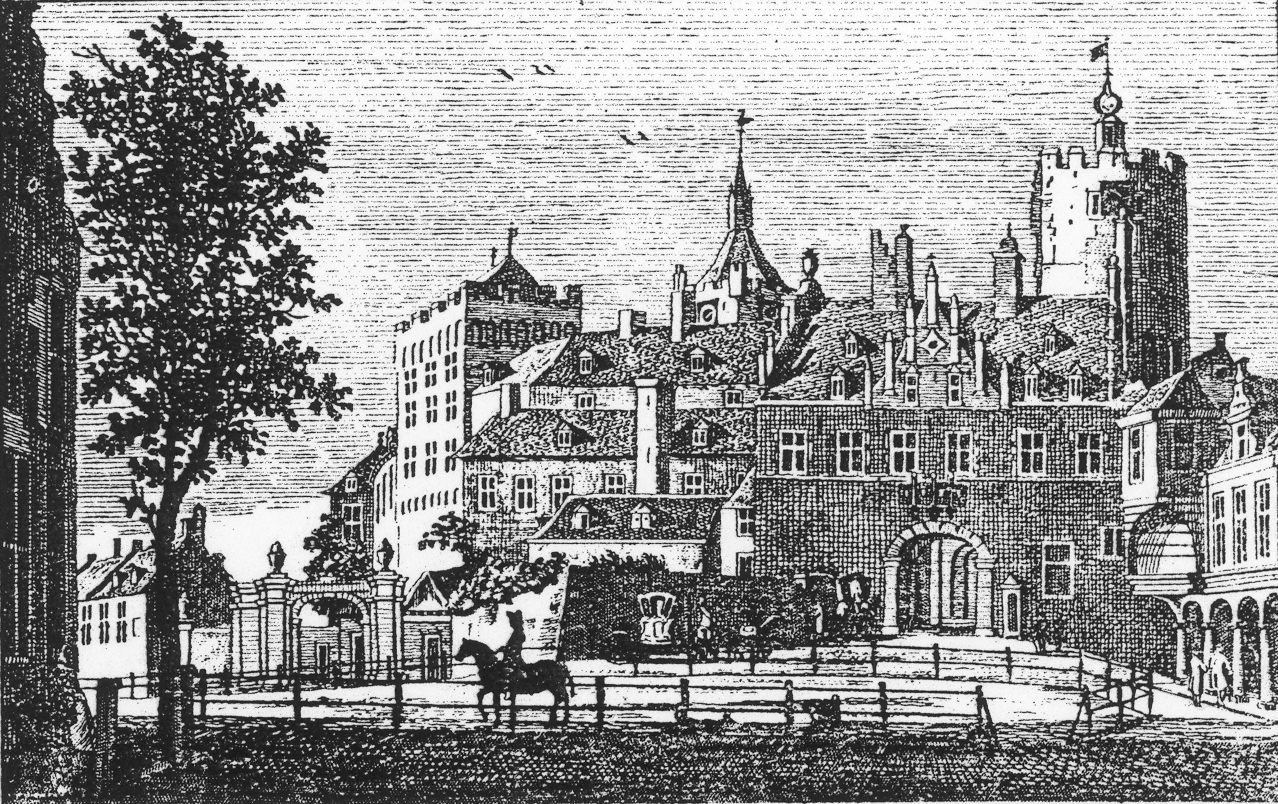
Die Schwanenburg im 18. Jahrhundert. Von links nach rechts: Zwingertor, Spiegelturm, die Spitze des Schwanenturms, Herzog-Wilhelm-Tor und Kanzlei, darüber Johannisturm. Kupferstich nach einer Zeichnung von Jan de Beijer.

Ausgrabungen in den Jahren 1999/2000 haben gezeigt, dass es am Ende des 11. Jahrhunderts bereits eine Burganlage gegeben hat, deren Ursprünge von Historikern in einer Befestigung aus spätkarolingischer Zeit vermutet werden. Die Arbeiten zeigten, dass Vermutungen, die Anlage könne womöglich römische Wurzeln haben, nicht korrekt sind.
Indirekt genannt wurde die Klever Burg erstmals 1145, als ein Heinricus castellanus de Clevia (Heinrich, Burggraf von Kleve) auftrat. Direkte Erwähnung hingegen fand die Schwanenburg erstmals 1184 in einem Siegburger Mirakelbuch. Zu jener Zeit bestand sie bereits aus einem viereckigen, aus Tuffstein um 1100 erbauten Wohnturm mit 2,5 Meter dicken Mauern, der seit etwa 1150 von einer vieleckigen Ringmauer umgeben war. An der Ostseite des Areals stand ein etwa 12 × 30 Meter messender Palas, dessen Erdgeschoss mit Tonnengewölbe den Rittersaal beherbergte. Das Burgtor im Osten war durch den sogenannten Johannisturm gesichert. Im Süden trennte ein künstlich angelegter Halsgraben die Anlage vom übrigen Bergrücken. Im Südwesten erhob sich schon damals der sogenannte Spiegelturm mit komfortabler Abortanlage samt Wasserspülung und Entlüftungsanlage. Dieser sichelförmig angelegte Komplex gehörte im 12. und 13. Jahrhundert zu den größten und prunkvollsten Profanbauten der Romanik am Niederrhein.
Noch zu Beginn des 13. Jahrhunderts lag unterhalb der Anlage ein eigenständiger Burgflecken mit Unterkünften für Bedienstete und Ministeriale, der in der Folgezeit allmählich mit der nahe gelegenen Stadt Kleve zusammenwuchs.
Im 14. und 15. Jahrhundert erfolgten zahlreiche An- und Umbauten unter Verwendung von Backstein, um der gewachsenen politischen und kulturellen Stellung des Klever Herrscherhauses Rechnung zu tragen. Herzog Adolf I. ließ den Spiegelturm 1429 zu einem Archiv umbauen, wobei die beiden unteren Stockwerke mit Gewölbedecken versehen wurden.
Als am 7. Oktober 1439 der alte Wohnturm einstürzte, ließ Adolf I. an Stelle des Donjons durch den herzoglich klevischen Baumeister Johan Wyrenberg den schlankeren Schwanenturm errichten. 1440 mit dem Bau begonnen, konnten die Arbeiten daran 13 Jahre später beendet werden. Der Turmspitze wurde 1455 ein vergoldeter Schwan aufgesetzt, der dem Bau seinen Namen gab.
Herzog Wilhelm der Reiche ließ im 16. Jahrhundert die Schwanenburg durch die Baumeisterfamilie Pasqualini modernisieren und erweitern. Zu jenen Erweiterungsbauten, die heutzutage allesamt nicht mehr erhalten sind, zählten unter anderem das 1560 errichtete, südlich der Burg vorgelagerte Herzog-Wilhelm-Tor und ein 1558 gebautes Kanzleigebäude, das 1569/70 durch einen niedrigeren Galerieflügel im Stil der Renaissance mit dem Johannisturm verbunden wurde.
Unter den Brandenburgern wurde die Schwanenburg dann durch den niederländischen Architekten Pieter Post in den Jahren 1663 bis 1666 gemäß dem Zeitgeschmack in ein schlichtes Schloss im Stil des Barocks umgebaut. Im Zuge dieser Arbeiten wurden mit Ausnahme der Türme sämtliche bestehenden gotischen Bauelemente entfernt. In jener Zeit entstanden unter anderem ein Zwischenflügel mit einem monumentalen Tordurchgang mit darüber angebrachtem brandenburgischem Wappen, der heute als Haupteingang genutzt wird, sowie Arkadengänge in den beiden Innenhöfen. Die Baumaßnahmen gaben der Anlage somit ihr heutiges Erscheinungsbild.
Mangelnder Bauunterhalt führte in der zweiten Hälfte des 18. Jahrhunderts und zu Beginn des 19. Jahrhunderts dazu, dass viele Teile der großen Anlage abgerissen werden mussten; so z. B. die Kanzleibauten, der staufische Palas mit Rittersaal (1771) und der Johannisturm (1784) sowie das Herzog-Wilhelm-Tor. Reste eines Portals aus dem Palas wurden anschließend als Türeinfassung im nördlichen Innenhof verwendet.
1828 erfolgte ein Umbau durch die in der Schwanenburg angesiedelte Justizverwaltung, um die Gebäude den damaligen Nutzungsbedürfnissen anzupassen. Dadurch wurden einige historische Baumerkmale gänzlich zerstört. Erste Restaurierungsarbeiten an der erhaltenen Bausubstanz erfolgten 1893 bis 1897 und – infolge erster archäologischer Untersuchungen an der Anlage – in der Zeit von 1909 bis 1914.
Während des Zweiten Weltkriegs wurde die Schwanenburg am 7. Oktober 1944 bei einem alliierten Luftangriff schwer beschädigt: Ein Flugzeug prallte gegen den Schwanenturm und explodierte. Der daraufhin von Klever Bürgern getragene Verein „Bauhütte Schwanenburg“ sorgte in den Jahren 1948 bis 1953 für den teilweisen Wiederaufbau der Anlage. Der 1986 gegründete Verein „Freunde der Schwanenburg“ folgte ihm nach und sorgt seither kontinuierlich für die Wiederherstellung und Restaurierung der noch erhaltenen Bausubstanz, so zum Beispiel der gotischen Gewölbe im Spiegelturm 1988.

## Beschreibung

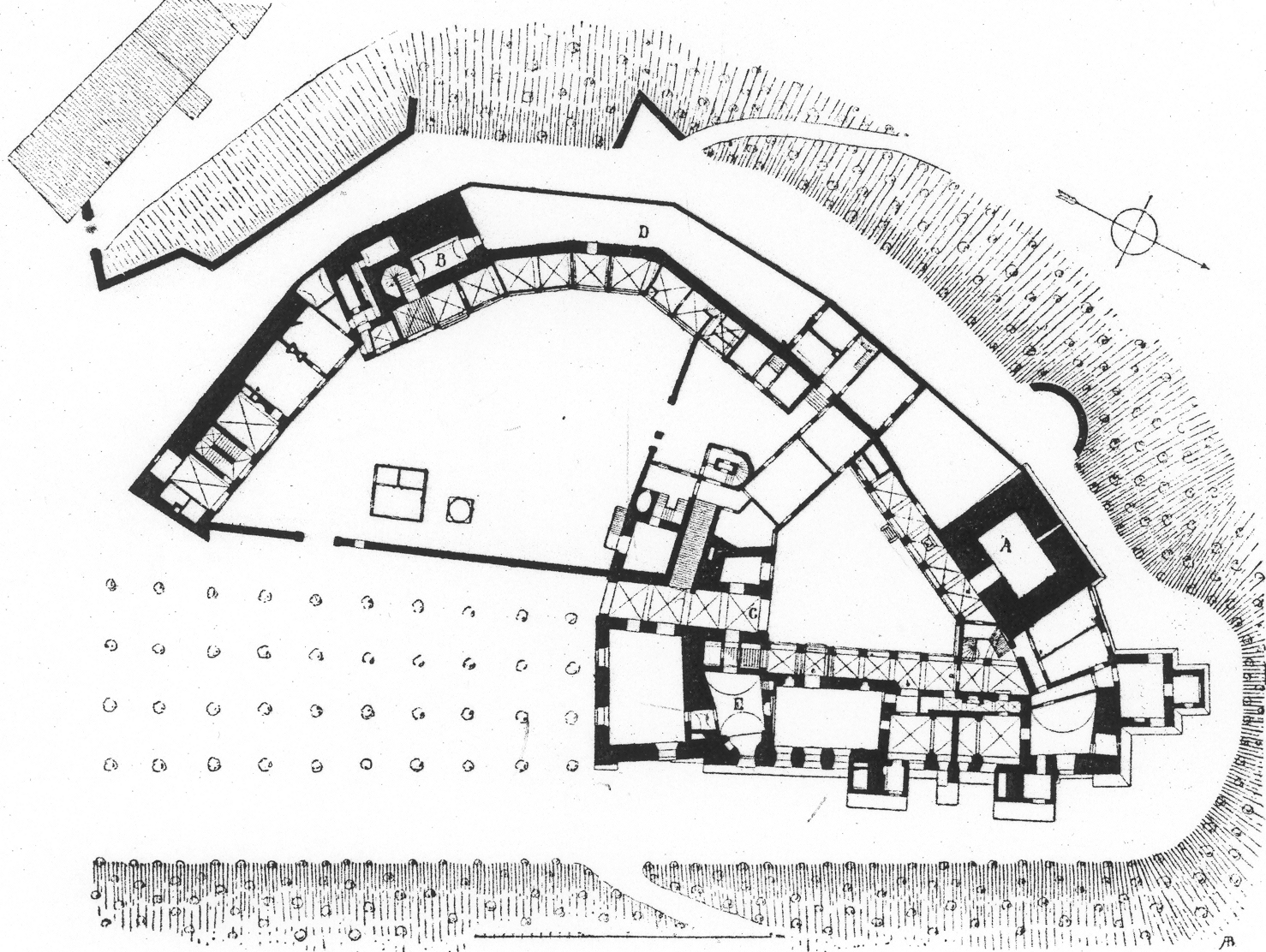
Heutiger Grundriss der Anlage

Die Schwanenburg ist ein polygonal angelegter Baukomplex, dessen Grundriss durch die Form des Standorts, ein Plateau auf dem Hartenberg genannten Höhenzug, vorgegeben wurde. Das etwa 6300 m² große Areal fällt an drei Seiten gut 40 Meter steil ab. An der Westseite weist die Bebauung einen sichelförmigen Grundriss auf, während die östliche Seite entlang des Plateaurands nur bis zur Hälfte der Länge und dabei nahezu geradlinig bebaut ist. Ein Quertrakt teilt die Schwanenburg in einen nördlichen und einen südlichen Bereich mit jeweils eigenem annähernd dreieckigem Innenhof.
Der Südteil der Anlage wird durch den 28 Meter hohen Spiegelturm mit viereckigem Grundriss dominiert, dessen schiefergedecktes Dach von zwei Wetterfahnen bekrönt ist. Sein oberstes Geschoss ist von einem einfachen Bogenfries und einer zinnenförmigen Brüstung abgeschlossen. Die Decke seines Erdgeschosses ist von einem Tonnengewölbe abgeschlossen, während das erste Obergeschoss ein Kreuzgewölbe besitzt, das von einem Mittelpfeiler auf einer niedrigen Basis getragen wird. Dem Spiegelturm ist ein Treppenturm aus dem 19. Jahrhundert angebaut. An der Südseite ist er bis zu einer Höhe von fünf Metern mit Basaltquadern verkleidet.
An der östlichen Turmseite schließt sich ein viergeschossiger Gebäudetrakt aus dem Jahr 1463 mit Walmdach an, der früher als Gefängnis genutzt wurde und mit Alte Kanzlei bezeichnet wird. Seine südliche, vier Meter dicke Außenmauer ist die ehemalige Ringmauer der mittelalterlichen Burganlage aus Tuff und Basalt. An der Westseite des Spiegelturms steht ein dreigeschossiger Gebäudetrakt, dem hofseitig im Erdgeschoss ein Arkadengang aus der Renaissancezeit vorgesetzt ist.

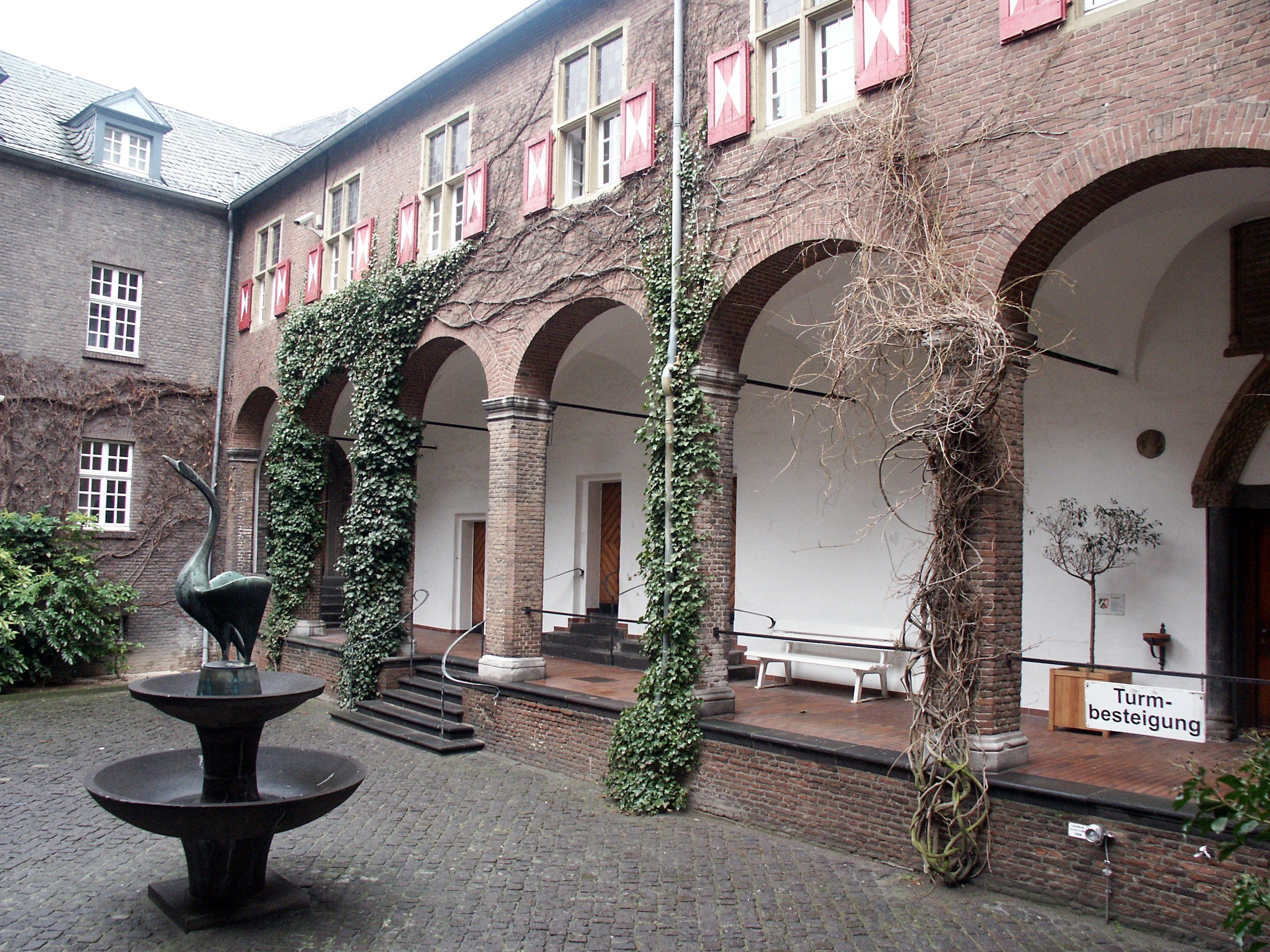
Arkaden im Innenhof mit dem Schwanenbrunnen von Alfred Sabisch

Zugang zum nördlichen Innenhof bietet eine Tordurchfahrt mit vier Kreuzgewölben im dreistöckigen Querflügel, an dessen unverputztem Torbogen aus Backstein mittig ein bärtiger Männerkopf angebracht ist. Darüber findet sich ein Wappenstein mit Karfunkelschild, der seit 1953 das zerstörte Allianzwappen Herzog Wilhelms des Reichen und seiner Frau Maria von Österreich ersetzt. Auf dem Torgebälk findet man die Jahreszahl 1664. Der Hof ist an zwei Seiten von Bogengängen im Stil der Renaissance mit flachen Kreuzgewölben an der Decke umgeben, die aus der gleichen Zeit wie die Arkade des Südhofes stammen. Sie wurden dem mittelalterlichen Baubestand zusammen mit einem geschlossenen Obergeschoss vorgesetzt. Die östliche Arkade ist fünfbogig, während die westliche sechs Bögen besitzt. Beiden gemein ist, dass ihre viereckigen Pfeiler aus Ziegeln auf einer niedrigen Basis aus hellem Haustein stehen und einfach gearbeitete Kämpfer besitzen. Als Material für die dorischen Kapitelle wurde Kalkstein verwendet. Die Türeinfassungen zweier Eingänge der den Hof umgebenden Gebäudeflügel wurden aus Spolien des niedergelegten Palas’ gestaltet. Einer der Eingänge ist von Monolithsäulen aus schwarzem Stein flankiert und besitzt einen Spitzbogen mit reichem, ornamentalem Rankenwerk als oberen Abschluss. In der nördlichen Ecke des Hofes steht der ehemalige Wohnbau der Burg. Seine Außenmauer besteht zum Teil aus der mittelalterlichen Ringmauer und ist dort drei Meter dick. Ein Brunnen im Innenhof zeigt das Wappentier der Klever Herzöge: einen Schwan. Die Skulptur wurde von dem Bildhauer Alfred Sabisch geschaffen, dessen Werk auch der Wappenstein über der Tordurchfahrt ist.
Dominierender Bau des nördlichen Schlossteils ist der 54 Meter hohe Schwanenturm im nördlichen Bereich der Ostseite. Der Turm mit Tuffsteinmauerwerk und Eckquaderungen aus Trachyt erhebt sich auf einem viereckigen, 180 m² großen Grundriss. Die Mauerstärke im Erdgeschoss beträgt 3,25 Meter. Die ersten sieben Geschosse besitzen zusammen eine Höhe von 25 Metern. Darüber erhebt sich auf einem Spitzbogenfries leicht auskragend ein Geschoss mit Wehrgang über dem sich zwei weitere Geschosse mit vermindertem Grundriss erheben, die von einem weiteren Wehrgang mit Eckwarten auf Pendentifs abgeschlossen sind. Der Turm trägt ein spitzes Dach mit einer Laterne. Über seinem Eingang im Erdgeschoss befindet sich eine Inschriftentafel, die vom Bau des Turmes kündet:
„IN DEN JAIR NA GAIDS GEBOIRTE MCCCCXXXIX, OP DEN VII. DACH VAN OCTOBER, VYEL HIER OP DESER PLAETSE EEN GROIT TOIRN VAN GRAVEN STEHEN, DIE DAAR MEER DAN III C JAIR VAIR GAIDS GESTAEN HAD. IND DIE HOGENBORN FÜRSTE, HERR ADOLPH DIE YRSTE HARTOG VAN CLEVE IND GREVE VAN DER MARKE, DEDE DIE PLAETZE RÜMEN IND DESEN NYEN TOIRN UYTTER EERDEN BIS AN DESEN STEHEN TOE BYNNEN DENSELVEN JAIR WEDER OPMUEREN. ITEM ENDE MEN SEGHT, DAT JULIUS CESAR HAD DE TOIRN DOIN MAKEN, DIE DAIR VOIR STONDT.“